# Liste des pays traversés par le Tour de France
 (novembre 2021).
La liste des pays traversés par le Tour de France répertorie les pays voisins de la France ayant accueilli la course cycliste par étapes du Tour de France,.
Le premier passage à l'étranger se déroule en Allemagne, lors de la deuxième étape de l'édition de 1906,
à Sainte-Marie-aux-Chênes, commune du département français de la Moselle mais allemande entre 1871 et 1918 puis entre 1940 et 1944.
L'internationalisation de la course, qui s'accélère à partir des années 1950, a parfois suivi des moments importants : en 1992, année du traité de Maastricht, la course prend une dimension européenne avec un départ d’Espagne et la traversée de six pays d’Europe ; en 1994, année de son inauguration, les coureurs franchissent le tunnel sous la Manche avant un retour en Normandie pour le cinquantenaire du débarquement alliés de la Seconde Guerre mondiale.

## Statistiques
Parmi les 13 pays autres que la France traversés par la course, la Belgique est la plus visitée (50 fois).
Pour des raisons techniques, il est temporairement impossible d'afficher le graphique qui aurait dû être présenté ici.

## Liste
| Pays        | Éditions | Total |
| ----------- | --- | ----- |
| Allemagne   | 1906, 1907, 1908, 1909, 1910, 1964, 1965, 1970, 1971, 1977, 1980, 1987, 1992, 2000, 2002, 2005, 2010, 2017 | 18    |
| Andorre     | 1964, 1993, 1997, 2009, 2016, 2021 | 6     |
| Belgique    | 1947, 1948, 1949, 1950, 1951, 1952, 1953, 1954, 1955, 1956, 1957, 1958, 1959, 1960, 1961, 1962, 1963, 1964, 1965, 1966, 1967, 1968, 1969, 1970, 1971, 1973, 1974, 1975, 1976, 1977, 1978, 1979, 1980, 1981, 1982, 1989, 1992, 1995, 1996, 2001, 2004, 2006, 2007, 2010, 2012, 2014, 2015, 2017, 2019, 2022 | 50    |
| Danemark    | 2022 | 1     |
| Espagne     | 1906, 1949, 1957, 1965, 1967, 1968, 1974, 1977, 1979, 1991, 1992, 1993, 1996, 2003, 2005, 2006, 2007, 2009, 2014, 2016, 2018, 2023, 2026 | 23    |
| Irlande     | 1998 | 1     |
| Italie      | 1906, 1948, 1949, 1952, 1956, 1959, 1961, 1966, 1992, 1996, 1999, 2008, 2009, 2011, 2024 | 15    |
| Luxembourg  | 1947, 1968, 1970, 1980, 1989, 1992, 2002, 2006, 2017 | 9     |
| Monaco      | 1939, 1952, 1953, 1955, 1964, 2009, 2024 | 7     |
| Pays-Bas    | 1954, 1969, 1973, 1978, 1981, 1992, 1996, 2006, 2010, 2015 | 10    |
| Royaume-Uni | 1974, 1994, 2007, 2014 | 4     |
| Saint-Marin | 2024 | 1     |
| Suisse      | 1907, 1913, 1914, 1919, 1921, 1922, 1923, 1935, 1937, 1948, 1949, 1951, 1952, 1955, 1957, 1959, 1963, 1966, 1967, 1968, 1969, 1971, 1975, 1978, 1979, 1982, 1984, 1985, 1988, 1990, 1997, 1998, 2000, 2009, 2012, 2016, 2022                                                                               | 37    |